# Sint-Judocuskerk (Sint Joost)
De Sint-Judocuskerk is de parochiekerk van Sint Joost in de Nederlandse provincie Limburg, gelegen aan Caulitenstraat 4.

## Geschiedenis
De kerk heeft een voorloper gekend in de vorm van de Sint-Theresiakapel. In 1935 werd een kerk gebouwd en werd de Theresiakapel van 1932 verbouwd tot woning. De kerk van 1935 werd afgestoten toen de huidige kerk gereed kwam en fungeert tegenwoordig als gemeenschapshuis. 

## Gebouw
Het betreft een modernistisch kerkgebouw, uitgevoerd in regelmatig gezaagde kalksteen. Ook de vierkante klokkentoren is uit dit materiaal. De kerk werd gebouwd in 1959 en architecten waren Jos van der Pluijm en H. Tilmans.
Het is een doosvormige zaalkerk met plat dak en een lichtkoepel waardoor licht op het altaar wordt geworpen. De kruiswegstaties zijn van Jacques Verheyen en afkomstig uit de Paterskerk te Geleen. De kerk bezit onder meer een beeld van de Heilige Judocus.